# 新街镇 (天长市)
新街镇，是中国安徽省天长市下属的一个行政建制镇，地处天长市西南，距天长市区20公里，镇域总面积85.43平方公里。全镇辖丰阳、龙南、王店、新街、李坡、勤东、石庙7个村民委员会及兴隆、兴业2个社区居民委员会,204个村民小组，总人口24551人。